# サッポロヘルス&ビューティフェア
サッポロヘルス&ビューティフェアとは、北海道札幌市白石区にある札幌流通総合会館（アクセスサッポロ）にて、2007年から2016年まで毎年10月の第4土曜日と日曜日に行われていた、健康と美容をテーマにしたイベントフェスティバル。
キャッチ・コピーは「美と健康の今がわかる2日間！」。　　　　　　　　　　　　　　　　　　　　　　　

## 概要
- 北海道で初めて行政と「健康」「美容」に関わる団体、メーカー等が一体となり行うイベント。全国各地のメーカーの最新商品紹介から、「健康」「美容」に関する日頃役立つ知識や情報を幅広く発信する。会場内では、参加メーカーの商品展示、サンプル配布、健康・体力チェック、体験教室、セミナー、そしてタレントによるトークショー等を開催。
- 特設ステージでは毎年、女性タレントを迎えてのトークショーが行われており2007年に辺見えみり、2008年に梅宮アンナ、2009年に奈美悦子・里田まい、2010年に板井麻衣子、2011年に佐藤かよ、2012年にKelly・樫木裕実、2013年に蛯原英里、2014年に浅田舞[1]、2015年に田中美保が出演した。
- 札幌から未来の美容エキスパートを育てるという意図で、札幌市内の美容専門学校生を対象に、メイクアップ作品を募集する「ビューティコンテスト」を行っていた。

## 開催遍歴
- 第1回：2007年10月20日 - 10月21日
- 第2回：2008年10月25日 - 10月26日
- 第3回：2009年10月24日 - 10月25日
- 第4回：2010年10月23日 - 10月24日
- 第5回：2011年10月22日 - 10月23日
- 第6回：2012年10月20日 - 10月21日
- 第7回：2013年10月26日 - 10月27日
- 第8回：2014年10月25日 - 10月26日
- 第9回：2015年10月24日 - 10月25日
- 第10回：2016年10月22日 - 10月23日

## 出来事
- 2007年には、第88回全国高等学校野球選手権大会決勝で話題となったハンカチ王子斎藤佑樹にちなんで、来場者先着1,000名に”幸運を呼ぶ青いハンカチ”をプレゼントした。
- 当フェアで人気イベントとなった「ビューティコンテスト」は2009年から開催された。
- 2011年にはYOSAKOIソーラン祭りに出場する「極楽とんぼ」が演舞を行った。
- 元モーディア所属で、現在ネットアージュに所属しているモデルの多田夏摘は、2014年にNINA RICCI（株式会社メイクアップ）のブースでコンパニオンをしていた[2]。
- 初開催から10年続いたヘルス&ビューティフェアは2016年を最後に終了。会場のアクセスサッポロはそれに代わる10月中旬のイベントとして『トヨタ クルマルシェ』（札幌トヨタグループ主催）[注 1]を2017年から開催している。

- 2014年（第8回）のトークショーに出演した浅田舞。この時は2017年アジア冬季競技大会のプロモーションも兼ねての参加だった。（2006年撮影）
- 2014年のヘルス&ビューティフェアに参加した多田夏摘（2015年9月、東京ゲームショウにて）